# Arctagyrta nana
Arctagyrta nana är en fjärilsart som beskrevs av Walker 1856. Arctagyrta nana ingår i släktet Arctagyrta och familjen björnspinnare. Inga underarter finns listade i Catalogue of Life.